# 凯斯特尔特
凯斯特尔特是德国莱茵兰-普法尔茨州的一个市镇。总面积6.90平方公里，总人口625人，其中男性308人，女性317人（2011年12月31日），人口密度91人/平方公里。